# 割资本主义尾巴
割资本主义尾巴，中华人民共和国政治用语，包括如取消农民自留地和家庭副业等内容。

## 历史
《人民日报》最早提到“割资本主义尾巴”是在1957年11月28日。 这里的“资本主义尾巴”指搞商业投机。
此后“割资本主义尾巴”在《人民日报》不再出现，直到1966年，《人民日报》发表文章说：“遂溪县城月公社家寮大队……经过学习毛主席著作，人们思想变了，破私立公，大家争着‘割尾巴’”。1968年《人民日报》文章说：“‘私’字是修正主义的根子、资本主义的尾巴”。《人民日报》对“割资本主义尾巴”的支持延续到1970年。
1972年以后，《人民日报》将“割资本主义尾巴”指责为林彪路线，在其发表的文章中说：“一九六八年，刘少奇一类骗子刮来一股妖风，说什么自留地、自留羊、自留树是资本主义尾巴。”“一九六九年，刘少奇一类骗子又煸起一股歪风，提出什么“割掉资本主义尾巴”的黑货，妄图大搞大队核算和平均主义的分配办法。”1972年至1975年《人民日报》有二十多篇文章指责“割资本主义尾巴”。
1977年后，《人民日报》称“割资本主义尾巴”是“四人帮”罪状，从1977年到1995年，涉及“割资本主义尾巴”的《人民日报》文章有三百多篇，将“割资本主义尾巴”作为极左路线的代名词。

## 评论
1988年，王震谈《河殇》时说：“说毛主席要割资本主义尾巴，这是陈永贵同志提出来的。毛主席说，还是留一点吧！割尾巴，那还不割出血来，还能不疼？这是毛主席在召集我们一二十个人的会上说的，我当面亲自听到的。”